# Unicorn argentina
Unicorn argentina là một loài nhện trong họ Oonopidae.
Loài này thuộc chi Unicorn. Unicorn argentina được Cândido Firmino de Mello-Leitão miêu tả năm 1940.